# برج جلال‌آباد
برج جلال‌آباد مربوط به سده‌های ۱۰ تا ۱۳ ه.ق - دوره قاجار است و در شهرستان زرند، بخش یزدان آباد، دهستان یزدان آباد، روستای جلال‌آباد، خیابان ابوالفضل، بعد از چهارراه، کوچه دوم سمت چپ واقع شده و این اثر در تاریخ ۱۸ اسفند ۱۳۸۷ با شمارهٔ ثبت ۲۵۲۹۶ به‌عنوان یکی از آثار ملی ایران به ثبت رسیده است.
این برج متعلق به خانواده میرحسینی و ورثه بی بی فاطمه میرحسینی فرزند میرزا کریم میرحسینی از بانیان قنات و روستای جلال آباد است.
این برج علاوه بر کاربری مسکونی محلی برای پناه گرفتن اهالی در زمان حمله راهزنان نیز بوده است.